# Систематизация
Систематиза́ция (от др.-греч. σύστημα «целое; состоящее из частей» + facere «делать») — мыслительная деятельность, в ходе которой исследуемые объекты организуются в некую систему на базе выбранного принципа. 
Один из основных видов систематизации — классификация, то есть распределение объектов согласно группам подобия и различия между ними (например, классификация животных, растений, химических элементов). К систематизации приводит, кроме того, формирование причинно-следственных взаимоотношений между изучаемыми фактами (к примеру, в курсе истории), вычленение основных единиц материала, что даёт возможность рассматривать определённый объект как часть единой системы. Систематизации предшествует анализ, синтез, обобщение, сравнение.